# Emma Wilson
Emma Wilson (Nottingham, 7 de abril de 1999) é uma velejadora britânica, medalhista olímpica. Ela venceu os eventos RS:X no Campeonato Mundial de Vela Juvenil em 2016 e 2017, e conseguiu medalhas no Campeonato Europeu RS:X de 2018 e 2019, e no Campeonato Europeu iQFoil de 2022 e 2023. Ela também possui duas medalhas de bronze olímpicas.

## Carreira
Wilson treinou ao lado de Bryony Shaw , que ganhou o bronze nas Olimpíadas de Verão de 2008. Aos 12 anos, ela ganhou o Campeonato Mundial sub-15 Techno 293, e o evento sub-15 RS:X. Em 2015, ela ficou em segundo lugar no evento RS:X no Campeonato Mundial de Vela Juvenil. Mais tarde, ela ganhou o evento em 2016 e 2017. Ela ganhou o prêmio de Windsurfista do Ano da UK Windsurfing Association de 2017/18.
Ela participou dos Jogos Olímpicos de Verão de 2020 em Tóquio, onde participou da classe RS:X, conquistando a medalha de bronze após finalizar a série de treze regatas com 38 pontos. Na edição seguinte, nos Jogos de 2024, voltou a conseguir o bronze na classe iQFoil.